# Лінден Вісмен
Лінден Вісмен (англ. Linden Wiesman, 23 січня 1975) — американська вершниця.
Бронзова призерка Олімпійських Ігор 2000 року в командному триборстві.